# Linus Fagemo
Linus Fagemo (* 5. März 1977 in Trollhättan) ist ein ehemaliger schwedischer Eishockeyspieler, der elf Spielzeiten in der Elitserien und eine in der Deutschen Eishockey Liga verbrachte. Seit dem Ende seiner Spielerkarriere arbeitet er als Eishockeytrainer.

## Karriere
Linus Fagemo stand in der Elitserien zum ersten Mal 1995 im Alter von 18 Jahren für den Frölunda HC auf dem Eis. In der darauffolgenden Saison spielte er in der zweiten schwedischen Liga bei IF Troja-Ljungby, doch nur ein Jahr später trug er wieder das Trikot des Vereins aus Göteborg. Mit seinem nächsten Verein Timrå IK stieg Fagemo am Ende der Saison 2001/02 aus den Elitserien ab. Mit der zweiten Liga wollte sich der Stürmer aber nicht zufriedengeben, so dass er bei Luleå HF anheuerte. In seiner ersten Saison 2002/03 erzielte er dort 16 Tore und zwölf Assists.
Nach weiteren zwei Jahren, insgesamt zehn in den Elitserien, zog es ihn zur Saison 2005/06 ins Ausland, wo ihn die Iserlohn Roosters aus der Deutschen Eishockey Liga verpflichteten. Während der Spielzeit hatte er mit Verletzungen zu kämpfen und bestritt nur 41 Spiele. Nach diesem Intermezzo in Deutschland wechselt er zur folgenden Saison zurück nach Schweden, zu den Malmö Redhawks. Nach einem Jahr verließ er die Redhawks in Richtung Herning Blue Fox aus der dänischen AL-Bank Ligaen. Dort wurde er in zwei Jahren einmal Meister und wechselte zur Saison 2009/10 zu den Arizona Sundogs aus der Central Hockey League. Von 2010 bis zu seinem Rücktritt 2012 spielte er für den Borås HC in der HockeyAllsvenskan, der zweiten schwedischen Spielklasse.

### International
Fagemo absolvierte als Junioren-Nationalspieler insgesamt 90 Spiele für Schweden und kam bei der U20-Junioren-Weltmeisterschaft 1997 zum Einsatz. 2003 gab er sein Debüt in der Schwedischen Nationalmannschaft der Herren und spielte zwei Partien.

### Trainerlaufbahn
Im Anschluss an seine Spielerkarriere wurde er Sportdirektor bei Hanhals IF in der vierthöchsten schwedischen Liga. Zugleich trainierte er dort die U16-Mannschaft. 2014 wurde er bei den Herning Blue Fox in Dänemark, für die er schon als Spieler aktiv war, zum neuen Cheftrainer berufen. Als Hauptrundensieger schied sein Team im Halbfinale der Playoffs aus. Trotz des Pokalsiegs wurde sein Vertrag beim dänischen Rekordmeister daraufhin nicht verlängert. Er schloss sich zur Saison 2015/16 dem Ligakonkurrenten Herlev Eagles an, bei dem er im Januar 2016 entlassen wurde. 
Fagemo kehrte nach Schweden zurück und war nach einer kurzen Station in der Nachwuchsabteilung von Frölunda HC einige Jahre in verschiedenen Funktionen für den schwedischen Eishockeyverband tätig. Im April 2023 wurde er von Timrå IK verpflichtet, wo er den Cheftrainer-Posten der Junioren-Mannschaft in der J20 Nationell übernahm. Schon im November wurde er wieder entlassen.

## Erfolge und Auszeichnungen
- 1995 Meister der J20 SuperElit mit Västra Frölunda HC
- 2001 Elitserien All-Star Game
- 2008 Dänischer Meister mit den Herning Blue Fox

### Als Trainer
- 2015 Dänischer Pokalsieger mit den Herning Blue Fox

## Karrierestatistik

### International
Vertrat Schweden bei:
- U20-Junioren-Weltmeisterschaft 1997

(Legende zur Spielerstatistik: Sp oder GP = absolvierte Spiele; T oder G = erzielte Tore; V oder A = erzielte Assists; Pkt oder Pts = erzielte Scorerpunkte; SM oder PIM = erhaltene Strafminuten; +/− = Plus/Minus-Bilanz; PP = erzielte Überzahltore; SH = erzielte Unterzahltore; GW = erzielte Siegtore; 1 Play-downs/Relegation; Kursiv: Statistik nicht vollständig)

## Familie
Linus Fagemo ist der Vater von Samuel Fagemo, der unter anderem bereits einige NHL-Spiele für die Los Angeles Kings und Nashville Predators bestritten hat. Schon sein eigener Vater Conny Fagemo spielte in den 1960er und 1970er Jahren in der zweiten und dritten schwedischen Liga.